# Иванов, Александр Карлович
Александр Карлович Иванов (21 августа 1924, Чита — 24 июня 1994, Новосибирск) — советский учёный, работник промышленности, кандидат технических наук (1975), главный инженер Новосибирского завода химконцентратов, лауреат Государственной премии СССР (1988).

## Биография
Родился 21 августа 1921 года в Чите. Из семьи служащих. С 1942 по 1945 год участвовал в Великой Отечественной войне.
В 1950 году окончил Иркутский горно-металлургический институт, после чего был лаборантом НИИ «Енисейстрой» МВД СССР; работал мастером и технологом цеха Чепецкого механического завода (Глазов, Удмуртская АССР). С 1954 года — технолог цеха, заместитель начальника, начальник цеха, главный инженер Новосибирского завода химконцентратов.
Был депутатом четырёх созывов Новосибирского городского и областного Советов.

## Награды
В 1981 году получил премию Совмина СССР за разработку АСУ «Сигма», в 1988 — Государственную премию СССР за организацию крупного производства ТВС.
Удостоен орденов Красной Звезды (1944), «Знак Почёта» (1962), двух орденов Трудового Красного Знамени (1966, 1971) и медали «За Победу над Германией».